# Амраган
Амраган (Иаргаман) (XIII век) — эмир (князь) Джучиева Улуса (Золотой Орды). В 1260-1270-е годах - занимал должность великого баскака владимирского.
В 1268 (1269) году вместе со своим зятем Айдаром и войсками Северо-Восточной Руси прибыл в Новгород, откуда планировался поход войск на владения Ливонского ордена. Однако немецкие рыцари прислали посольство “со многими дары...и добиша челом на всей воли...и всех издариша, и великого баскака, и всех князей татарских, и татар; зело бо боахуся и имени татарского”. В 1269 году принимал участие в Новгороде на совещании у великого князя  Ярослава Ярославича Тверского и Владимирского относительно войны с немцами. 
В 1273 году участвовал в конфликте великого князя  Ярослава Ярославича Тверского и Владимирского с Новгородской республикой. Тогда войска великого князя и татары разорили земли в районе Торжка.
Участник военной кампании Ливонского похода на Русь (1268—1269) против Псковской Республики, во время которой был одним из командующих сражавшихся с  немецкими рыцарями.
В войне 1272—1275 года Ярослава с немцами упоминается как воевавший вместе с Ярославом немцев.